# Casa Bernardo Grego
La casa Bernardo Grego, o casa Jordà, és un edifici de Tortosa (Baix Ebre) protegit com a bé cultural d'interès local.

## Descripció
És un edifici entre mitgeres de planta baixa, entresòl i un pis utilitzat com a habitatge. El portal, amb un treball de ferro artístic notable a la tarja de ventall, presenta a l'interior una escala amb tres arcs capriciosos sobre dues columnes de jaspi i una barana artística, que donen accés a la caixa de l'escala, amb paraments esgrafiats i dos finestrals geminats enfrontats, coberta per una claraboia amb teginats laterals. La façana presenta quatre arcs de mig punt que comprenen la planta baixa i l'entresòl, amb tres balcons de dibuix sota els arcs i cornisa amb fris esgrafiat. Al primer pis hi destaca la tribuna, centrada i de considerables dimensions, sobre mènsules escultòriques. És realitzada amb fusta i envidrada, amb cobertes corbes, i va rematada amb un frontó circular, igual que els dos balcons laterals. L'acabament de la façana està format per baranes de balustrades laterals i un acabament curvilini central amb ornaments.

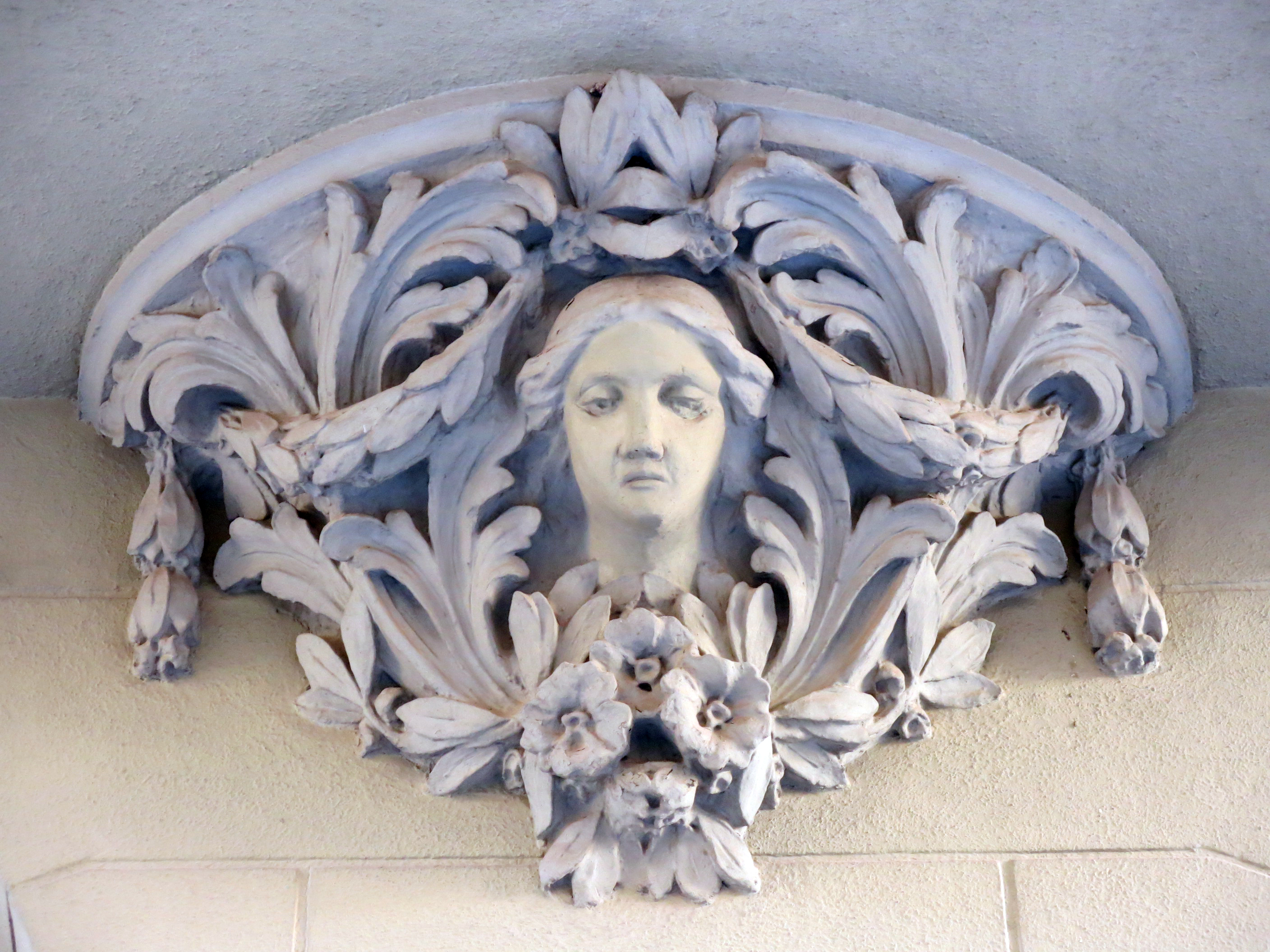
Mènsula escultòrica sota la tribuna

Les habitacions, distribuïdes al voltant de la caixa de l'escala, presenten abundants elements decoratius, tant a les parets com al sostre.

## Història
La família Grego es va enriquir força a la darreria del segle xix, amb negocis de farines i finques al delta. Bernardo Grego era un dels dos fills del fundadors de la dinastia. L'altre edifici va ser molt perjudicat durant la Guerra Civil, i l'actual propietari el reparà. Existeix el projecte original, firmat per Ramon M. Riudor, a Tortosa, el 30 de juny de 1910.